# Abrochia variegata
Abrochia variegata är en fjärilsart som beskrevs av William James Kaye 1911. Abrochia variegata ingår i släktet Abrochia och familjen björnspinnare. Inga underarter finns listade i Catalogue of Life.